# Sidney Mitchell
Sidney Mitcell (Baltimore, Estados Unidos, 15 de junio de 1888-Los Ángeles, 25 de febrero de 1942) fue un letrista estadounidense y compositor de canciones para películas de Hollywood.
Fue nominado al premio Óscar a la mejor canción original de 1936, por A Melody from the Sky para la película The Trail of the Lonesome Pine, canción compuesta con la música de Louis Alter. Dicho premio lo ganó finalmente The Way You Look Tonight, canción que cantaba Fred Astaire en la película Swing Time.

## Premios y distinciones
Premios Óscar
| Año  | Categoría              | Canción                 | Película                     | Resultado |
| ---- | ---------------------- | ----------------------- | ---------------------------- | --------- |
| 1937 | Mejor canción original | «A Melody From the Sky» | El camino del pino solitario | Nominado  |